# Suba
Suba, prawdziwe nazwisko Mitar Subotić (cyr. Митар Суботић), inny pseudonim Rex Illusivi (ur. 23 czerwca 1961 w Nowym Sadzie, zm. 2 listopada 1999 w São Paulo) – serbski muzyk i kompozytor, a po przeprowadzce do Brazylii, także jeden z bardziej znanych producentów.
Studiował na Uniwersytecie w Nowym Sadzie, a potem w konserwatorium w Belgradzie. Był wszechstronnie wykształcony, studiował teorię muzyki, kompozycję, grę na fortepianie i akordeonie. Był pionierem muzyki elektronicznej na terenie Jugosławii. W latach 80. był producentem pionierskich jugosłowiańskich wykonawców nowofalowych, jak: Ekatarina Velika, Haustor, Bolero, Marina Perazić. Komponował także muzykę filmową i do spektakli teatralnych.
W 1986 zdobył nagrodę UNESCO i wyjechał na staż do Brazylii. Zakochał się w tutejszej muzyce i zamieszkał na stałe w São Paulo. Tu stał się wkrótce jednym z bardziej znanych producentów muzycznych i kompozytorów. Współpracował z wieloma znanymi brazylijskimi muzykami, jak: Marina Lima, Mestre Ambrósio, Edson Cordeiro, Arnaldo Artunes, Hermeto Pascoal czy Marcos Suzano. Tu także komponował muzykę do spektakli teatralnych i baletowych, a przede wszystkim na potrzeby pokazów mody.
Zginął 2 listopada 1999 podczas pożaru studia nagraniowego, w trakcie nagrywania albumu Bebel Gilberto. W 2000 r., pośmiertnie, ukazał się jedyny jego solowy album São Paulo Confessions.
W 2002 r. wydano album Suba - Tributo, będący hołdem dla artysty, zawierający nagrania Cibelle, Buscemi, João Parahyba, Phil Asher, Boyz From Brazil, The Funky Lowlives, Apollo 9, Bigga Bush, Juryman oraz nagrania samego Suby.